# محله هوایی کلیرواتر
محله هوایی کلیرواتر (به انگلیسی: Clearwater Air Park) یک فرودگاه همگانی بهره‌برداری هوایی با کد یاتا CLW است که یک باند فرود آسفالت دارد و طول باند آن ۱۰۶۷ متر است. این فرودگاه در شهر کلیرواتر، فلوریدا کشور ایالات متحده آمریکا قرار دارد و در ارتفاع ۲۲ متری از سطح دریا واقع شده‌است.